# Harenfa
Harenfa est une commune de la wilaya de Chlef en Algérie, au pied des montagnes du Dahra.

## Géographie

### Situation
Herenfa est située à 50 km de la wilaya de Chlef, à l'ouest de la capitale Alger.

## Sources, notes et références
1. ↑  « Wilaya de Chlef : répartition de la population résidente des ménages ordinaires et collectifs, selon la commune de résidence et la dispersion ». Données du recensement général de la population et de l'habitat de 2008 sur le site de l'ONS.